# Josef Perner
Josef Perner (* 1. Mai 1948 in Radstadt) ist ein österreichischer Psychologe. Seit 1995 ist er Professor an der Universität Salzburg.

## Leben
Josef Perner studierte Psychologie, Mathematik und Philosophie in Salzburg und promovierte in Toronto. Anschließend war er von 1979 bis 1994 an der University of Sussex tätig.
In den 1980er Jahren begründete er mit der Erforschung der Theory of Mind ein neues Forschungsfeld. In experimentellen Studien vollzog er, gemeinsam mit Heinz Wimmer, nach, wie bereits kleine Kinder eine Vorstellung davon entwickeln, dass menschliche Individuen Wesen mit Gedanken, Gefühlen und Absichten sind.
Perner war der erste Präsident der European Society for Philosophy and Psychology (ESPP).
2001 wurde er Corresponding Fellow der British Academy. Seit 2008 ist er ordentliches Mitglied der Academia Europaea. Im Jahr 2011 wurde er zum Mitglied der Leopoldina gewählt.

## Auszeichnungen
- 2011: William Thierry Preyer Award der European Society of Developmental Psychology (ESDP)
- 2012: Bielefelder Wissenschaftspreis
- 2012: Kurt-Zopf-Förderpreis der Uni Salzburg

## Werke (Auswahl)
- Understanding The Representational Mind. Bradford Book 1991, ISBN 978-0-262-66082-2.